# Stomatepia
Stomatepia es un género de peces de la familia Cichlidae. Fue descrito por Ethelwynn Trewavas en 1962.

## Especies
- Stomatepia mariae (Holly, 1930)
- Stomatepia mongo Trewavas,  1972
- Stomatepia pindu Trewavas,  1972